# Serrat de Montagut (el Pont de Suert)
El Serrat de Montagut és una serra situada al municipi del Pont de Suert a la comarca de l'Alta Ribagorça, amb una elevació màxima de 1.333 metres.